# Klassenmanagement

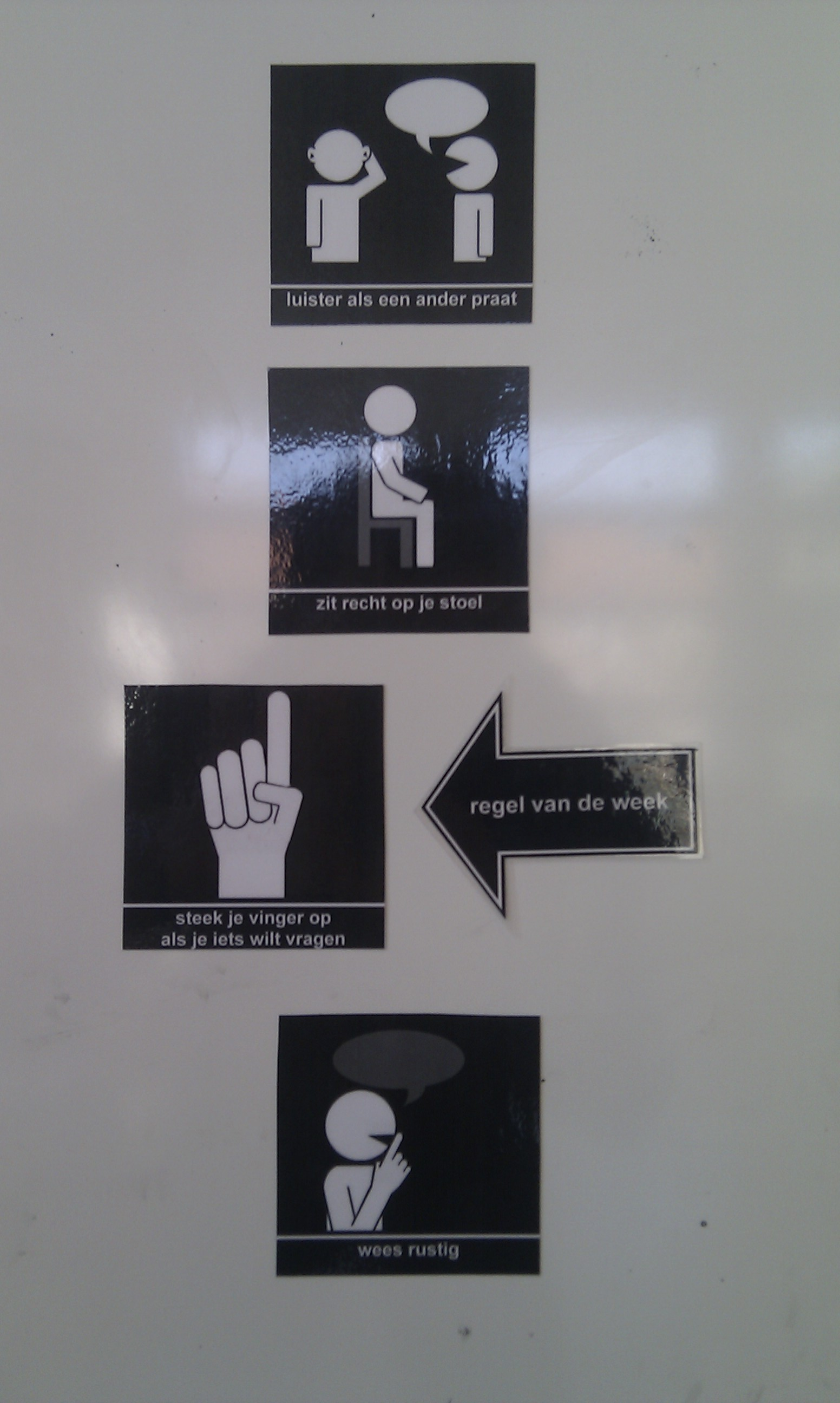
Duidelijke regels en afspraken zijn een kenmerk van goed klassenmanagement.

Klassenmanagement, klasmanagement of klasbeheer is een term voor alle maatregelen die een leerkracht neemt om een klimaat te scheppen waarin leerlingen met succes kunnen leren en werken.
Een van de belangrijkste onderzoekingen naar klassenmanagement is gedaan door Jacob Kounin in 1970. Hij toonde aan dat leerkrachten die hun klas goed georganiseerd hebben ook betere leerresultaten bij de kinderen bewerkstelligen. Deze leerkrachten slagen erin problemen te voorkómen. Ze hebben overzicht over de klas en kunnen hun aandacht over meerdere zaken tegelijk verdelen.
Omdat deze leerkrachten door hun handelen zorgen voor betere leerresultaten bij de kinderen, wordt er gesproken van ‘succesvolle leerkrachten’ of ‘effectieve leerkrachten’. C.M. Everston stelt dat succesvolle leerkrachten beschikken over een aantal basisvaardigheden, namelijk:
- ze zijn duidelijk;
- ze zijn consequent;
- ze reageren evenwichtig.

Dit zijn de zogenaamde leerkrachtvaardigheden.
Een andere belangrijke vaststelling door Kounin was dat succesvol klassenmanagement eerder gekenmerkt wordt door het nemen van maatregelen om problemen te voorkomen dan door de manier waarop men reageerde op problemen wanneer deze zich stelden. Met andere woorden: het is beter te voorkomen, dan te genezen.
Daarnaast is het van belang dat de leerkracht zorgt voor zo min mogelijk storingen gedurende de les. Op deze wijze wordt de lestijd zo effectief mogelijk benut. De leerkracht moet beschikken over goede didactische vaardigheden. Er moeten duidelijke regels en afspraken gelden, waarvan de leerlingen het nut inzien. Tot slot moet het klaslokaal effectief zijn ingericht: het moet rust uitstralen, loopwegen moeten logisch en makkelijk begaanbaar zijn en er moet voldoende uitdaging zijn voor de leerlingen.